# Championnat de France de football 1977-1978
Navigation
Division 1 1976-1977 Division 1 1978-1979
Le championnat de France de football 1977-1978, quarantième édition du championnat de France de football de Division 1, a vu la victoire de l'AS Monaco. Le club devient champion l'année même de sa montée en première division, ce que le FC Girondins de Bordeaux, en 1950 et l'AS Saint-Étienne en 1964 avaient réalisé, et qu'aucune équipe n'a réussi à faire depuis.
Au terme de la saison, l'AS Monaco, entraîné par Lucien Leduc, conserve un point d'avance sur le FC Nantes, le champion sortant, entraîné par Jean Vincent. Un autre promu, le RC Strasbourg, entraîné par Gilbert Gress termine à la troisième place. En bas du tableau, le championnat est marqué par la descente du RC Lens, deuxième de l'édition précédente.
De cette saison on peut retenir un match extraordinaire : la victoire à Nice de l'AS Nancy-Lorraine sur le score de 7 buts à 3, avec un quadruplé de Michel Platini.
En parallèle de la compétition, le foot français connaît deux événements majeurs : la qualification de l'équipe de France pour la Coupe du monde en Argentine (une première depuis douze ans) et le parcours européen de Bastia qui se hisse en finale de la Coupe UEFA.

## Clubs participants
| \| SEC Bastia FC Girondins de Bordeaux Stade lavallois RC Lens Olympique lyonnais Olympique de Marseille FC Metz AS Monaco AS Nancy-Lorraine FC Nantes OGC Nice Nîmes Olympique Paris-SG FC Stade de Reims FC Rouen AS Saint-Étienne FC Sochaux RC Strasbourg Troyes AF US Valenciennes-Anzin \| Localisation des clubs engagés dans le championnat. |
| SEC Bastia FC Girondins de Bordeaux Stade lavallois RC Lens Olympique lyonnais Olympique de Marseille FC Metz AS Monaco AS Nancy-Lorraine FC Nantes OGC Nice Nîmes Olympique Paris-SG FC Stade de Reims FC Rouen AS Saint-Étienne FC Sochaux RC Strasbourg Troyes AF US Valenciennes-Anzin                                                           |

| Club                     | En D1 depuis |
| ------------------------ | ------------ |
| SEC Bastia               | 1968         |
| FC Girondins de Bordeaux | 1962         |
| Stade lavallois          | 1976         |
| RC Lens                  | 1973         |
| Olympique lyonnais       | 1954         |
| Olympique de Marseille   | 1966         |
| FC Metz                  | 1967         |
| AS Monaco                | 1977         |
| AS Nancy-Lorraine        | 1975         |
| FC Nantes                | 1963         |
| OGC Nice                 | 1970         |
| Nîmes Olympique          | 1968         |
| Paris Saint-Germain FC   | 1974         |
| Stade de Reims           | 1970         |
| FC Rouen                 | 1977         |
| AS Saint-Étienne         | 1963         |
| FC Sochaux               | 1964         |
| RC Strasbourg            | 1977         |
| Troyes AF                | 1973         |
| US Valenciennes-Anzin    | 1975         |

## Compétition

### Résultats
| Résultats (▼dom., ►ext.)                                   | ASM | FCN | RCS | OM  | SECB | ASNL | ASSE | OGCN | FCSM | SL  | PSGFC | FCM | NO  | USVA | SR  | FCGB | OL  | RCL | TAF | FCR |
| AS Monaco                                                  |     | 1-1 | 3-2 | 2-3 | 2-1  | 2-0  | 3-1  | 2-0  | 2-1  | 4-0 | 0-0   | 4-0 | 2-1 | 3-2  | 2-0 | 3-2  | 3-1 | 3-0 | 1-1 | 6-1 |
| FC Nantes                                                  | 1-0 |     | 1-1 | 1-0 | 2-0  | 2-0  | 1-0  | 6-1  | 2-0  | 3-1 | 3-1   | 2-0 | 3-1 | 4-1  | 3-1 | 4-1  | 2-0 | 2-0 | 3-0 | 0-0 |
| RC Strasbourg                                              | 3-0 | 1-0 |     | 2-1 | 1-1  | 2-0  | 2-0  | 2-1  | 1-1  | 6-2 | 1-1   | 5-1 | 3-0 | 1-1  | 2-1 | 3-0  | 2-2 | 3-0 | 3-0 | 2-0 |
| Olympique de Marseille                                     | 2-2 | 2-2 | 1-0 |     | 2-0  | 1-1  | 3-0  | 2-0  | 4-0  | 0-1 | 2-1   | 4-0 | 1-1 | 3-0  | 2-1 | 4-0  | 4-0 | 4-0 | 0-1 | 4-1 |
| SEC Bastia                                                 | 0-2 | 0-0 | 3-1 | 2-0 |      | 1-0  | 2-0  | 4-1  | 0-0  | 1-0 | 5-3   | 2-0 | 2-1 | 3-0  | 3-0 | 1-2  | 2-1 | 3-1 | 6-0 | 3-2 |
| AS Nancy-Lorraine                                          | 2-2 | 3-0 | 3-1 | 1-1 | 3-0  |      | 2-1  | 1-1  | 1-1  | 3-0 | 4-1   | 0-0 | 2-2 | 2-2  | 4-1 | 4-1  | 3-1 | 0-0 | 1-0 | 1-0 |
| AS Saint-Étienne                                           | 1-0 | 2-1 | 4-3 | 2-1 | 0-4  | 2-1  |      | 1-2  | 3-1  | 1-0 | 1-1   | 2-0 | 2-1 | 2-1  | 2-0 | 5-0  | 1-0 | 0-1 | 1-0 | 2-1 |
| OGC Nice                                                   | 1-1 | 1-0 | 0-1 | 1-1 | 3-1  | 3-7  | 2-1  |      | 4-2  | 4-2 | 2-3   | 1-1 | 3-1 | 0-2  | 4-2 | 1-0  | 3-1 | 5-4 | 4-1 | 6-1 |
| FC Sochaux                                                 | 3-2 | 1-1 | 3-2 | 1-2 | 2-0  | 2-0  | 2-3  | 1-2  |      | 4-1 | 2-1   | 4-0 | 1-1 | 0-1  | 2-3 | 0-0  | 1-0 | 7-2 | 5-2 | 3-0 |
| Stade lavallois                                            | 0-0 | 1-1 | 2-3 | 2-1 | 0-1  | 1-2  | 1-0  | 2-0  | 3-1  |     | 1-2   | 3-0 | 2-1 | 3-1  | 2-0 | 2-1  | 1-0 | 3-0 | 2-1 | 3-0 |
| Paris Saint-Germain FC                                     | 1-2 | 0-1 | 2-2 | 5-1 | 3-3  | 1-2  | 4-1  | 0-3  | 3-1  | 2-2 |       | 2-0 | 5-0 | 2-0  | 2-2 | 1-2  | 2-3 | 2-1 | 8-2 | 3-1 |
| FC Metz                                                    | 2-1 | 2-2 | 0-0 | 0-2 | 0-0  | 3-0  | 0-2  | 2-0  | 1-1  | 1-0 | 2-1   |     | 3-0 | 1-1  | 2-1 | 5-0  | 1-0 | 2-1 | 0-0 | 4-1 |
| Nîmes Olympique                                            | 3-4 | 0-0 | 0-1 | 2-1 | 2-0  | 1-0  | 0-0  | 1-1  | 1-1  | 1-0 | 2-1   | 2-0 |     | 1-2  | 1-0 | 3-1  | 3-0 | 2-1 | 1-1 | 3-2 |
| US Valenciennes-Anzin                                      | 1-1 | 0-2 | 0-0 | 1-2 | 2-0  | 0-1  | 1-1  | 2-4  | 1-2  | 2-3 | 2-1   | 2-1 | 1-1 |      | 0-0 | 0-1  | 1-0 | 3-3 | 6-1 | 3-0 |
| Stade de Reims                                             | 0-2 | 1-3 | 0-0 | 0-0 | 1-3  | 4-1  | 0-0  | 0-0  | 1-1  | 3-1 | 0-0   | 0-0 | 2-1 | 3-0  |     | 1-0  | 2-1 | 0-0 | 5-1 | 3-1 |
| FC Girondins de Bordeaux                                   | 0-4 | 1-0 | 3-0 | 1-2 | 1-0  | 2-0  | 2-2  | 3-5  | 1-1  | 1-1 | 1-2   | 1-0 | 4-4 | 2-0  | 2-0 |      | 1-4 | 0-1 | 1-1 | 4-0 |
| Olympique lyonnais                                         | 1-1 | 1-0 | 1-1 | 4-2 | 2-1  | 1-3  | 2-2  | 1-1  | 0-2  | 5-0 | 2-3   | 4-1 | 3-1 | 1-2  | 0-1 | 1-1  |     | 2-0 | 0-0 | 4-0 |
| RC Lens                                                    | 2-3 | 0-1 | 2-2 | 3-2 | 3-4  | 1-0  | 2-0  | 3-1  | 1-3  | 1-1 | 3-1   | 1-2 | 4-1 | 0-2  | 3-1 | 2-0  | 2-3 |     | 3-2 | 5-1 |
| Troyes AF                                                  | 3-0 | 1-0 | 0-2 | 0-1 | 1-0  | 2-3  | 1-0  | 3-1  | 1-0  | 0-0 | 3-1   | 0-2 | 2-2 | 2-1  | 3-0 | 1-1  | 0-2 | 0-0 |     | 3-1 |
| FC Rouen                                                   | 3-4 | 0-0 | 0-3 | 0-2 | 0-0  | 3-2  | 1-2  | 2-0  | 1-2  | 1-1 | 1-3   | 5-2 | 2-0 | 1-1  | 1-2 | 1-2  | 3-2 | 0-0 | 2-1 |     |
| - Victoire à domicile - Match nul - Victoire à l'extérieur |     |     |     |     |      |      |      |      |      |     |       |     |     |      |     |      |     |     |     |     |

### Classement final
En cas d'égalité entre deux clubs, le premier critère de départage est la différence de buts.
| Rang | Équipe                   | Pts | J  | G  | N  | P  | Bp | Bc | Diff |
| ---- | ------------------------ | --- | -- | -- | -- | -- | -- | -- | ---- |
| 1    | AS Monaco P              | 53  | 38 | 22 | 9  | 7  | 79 | 46 | +33  |
| 2    | FC Nantes T              | 52  | 38 | 21 | 10 | 7  | 60 | 26 | +34  |
| 3    | RC Strasbourg P          | 50  | 38 | 19 | 12 | 7  | 70 | 40 | +30  |
| 4    | Olympique de Marseille   | 47  | 38 | 20 | 7  | 11 | 70 | 41 | +29  |
| 5    | SEC Bastia               | 44  | 38 | 19 | 6  | 13 | 62 | 44 | +18  |
| 6    | AS Nancy-Lorraine C      | 43  | 38 | 17 | 9  | 12 | 63 | 49 | +14  |
| 7    | AS Saint-Étienne         | 42  | 38 | 18 | 6  | 14 | 50 | 49 | +1   |
| 8    | OGC Nice                 | 41  | 38 | 17 | 7  | 14 | 72 | 70 | +2   |
| 9    | FC Sochaux               | 40  | 38 | 15 | 10 | 13 | 65 | 54 | +11  |
| 10   | Stade lavallois          | 37  | 38 | 15 | 7  | 16 | 50 | 58 | -8   |
| 11   | Paris Saint-Germain FC   | 36  | 38 | 14 | 8  | 16 | 75 | 66 | +9   |
| 12   | FC Metz                  | 35  | 38 | 13 | 9  | 16 | 41 | 57 | -16  |
| 13   | Nîmes Olympique          | 33  | 38 | 11 | 11 | 16 | 49 | 63 | -14  |
| 14   | US Valenciennes-Anzin    | 32  | 38 | 11 | 10 | 17 | 48 | 58 | -10  |
| 15   | Stade de Reims           | 32  | 38 | 11 | 10 | 17 | 42 | 55 | -13  |
| 16   | FC Girondins de Bordeaux | 32  | 38 | 12 | 8  | 18 | 46 | 69 | -23  |
| 17   | Olympique lyonnais       | 31  | 38 | 12 | 7  | 19 | 56 | 59 | -3   |
| 18   | RC Lens                  | 31  | 38 | 12 | 7  | 19 | 56 | 71 | -15  |
| 19   | Troyes AF                | 31  | 38 | 11 | 9  | 18 | 41 | 69 | -28  |
| 20   | FC Rouen P               | 18  | 38 | 6  | 6  | 26 | 40 | 91 | -51  |

Victoire à 2 points
Qualifications européennes
Coupe des clubs champions européens
- 1er : tour préliminaire

Coupe d'Europe des vainqueurs de coupe
- Vainqueur de la Coupe de France : 1er tour (1/16 de finale)

Coupe UEFA
- 2e et 3e : 1er tour (1/32 de finale)

Relégation
- 18e, 19e et 20e : relégation en Division 2

Abréviations
T : Tenant du titre

C : Vainqueur de la Coupe de France 1977-78

P : Promus de Division 2
- Les vainqueurs des deux groupes de D2, le Lille OSC et l'Angers SCO, obtiennent la montée directe en D1. Les deux deuxièmes des groupes se disputent la montée, et c'est le Paris FC qui remporte ce barrage face au RCFC Besançon (3-1 puis 3-0), et prend la troisième place d'accès à la D1.

## Les champions de France
| Joueur               | Nationalité | Matchs joués | Buts |
| -------------------- | ----------- | ------------ | ---- |
| Jean-Pierre Chaussin | France      |              |      |
| Yves Chauveau        | France      |              |      |
| Heriberto Correa     | Paraguay    |              |      |
| Rolland Courbis      | France      |              |      |
| Christian Dalger     | France      |              |      |
| Jean-Luc Ettori      | France      |              |      |
| Jean-Claude Fages    | France      |              |      |
| Daniel François      | France      |              |      |
| Bernard Gardon       | France      |              |      |
| Thierry Gudimard     | France      |              |      |
| Jean-Noël Luccioni   | France      |              |      |
| Alain Moizan         | France      |              |      |
| Raoul Noguès         | France      |              |      |
| Delio Onnis          | Argentine   |              |      |
| Serge Perruchini     | France      |              |      |
| Jean Petit           | France      |              |      |
| Roger Ricort         | France      |              |      |
| Michel Rouquette     | France      |              |      |
| André Tuybens        | France      |              |      |
| Albert Vanucci       | France      |              |      |
| Alfred Vitalis       | France      |              |      |

### Parcours de l'AS Monaco
L'AS Monaco s'impose grâce à son attaque extraordinaire, 79 buts marqués en 38 rencontres, autour du duo Onnis-Dalger, 47 buts à eux deux. Cette saison révèle un jeune gardien, Jean-Luc Ettori (21 ans) qui n'était pas censé être titulaire au départ mais qui profite de la blessure d'Yves Chauveau, pour s'imposer. Il deviendra un joueur historique du club et le recordman des matches joués en D1 (602). Après le titre, deux joueurs partent avec l'équipe de France à la Coupe du monde en Argentine : l'attaquant Christian Dalger et le milieu de terrain Jean Petit, le capitaine.
L'équipe est entraînée par Lucien Leduc, soixante ans. Près de vingt ans auparavant, il avait déjà été l'entraîneur du club lors des titres de l'AS Monaco de 1961 et 1963, les deux premiers du club princier.
À l'intersaison, l'AS Monaco a réussi un très bon recrutement avec les arrivées de deux défenseurs de métier : Rolland Courbis et Bernard Gardon plus un milieu de terrain récupérateur peu connu  venu de deuxième division, Alain Moizan, et enfin le milieu de terrain offensif argentin Raoul Noguès, talent confirmé qui évoluait auparavant à Marseille. Ces quatre hommes gagnent très vite leur rang de titulaires indiscutables. Bien sûr, l'individualité la plus marquante de cette équipe reste Delio Onnis, avant-centre italo-argentin très efficace devant le but adverse qui deviendra le meilleur buteur de l'histoire du championnat de France.
Personne n'aurait pu prédire le triomphe de l'AS Monaco qui n'espérait qu'une place en milieu de tableau l'été précédent. Mais les Monégasques capitalisent sur un début de championnat euphorique avec une victoire à Bastia pour débuter, puis une déroute infligée à Bordeaux sur sa pelouse (4-0, triplé de Dalger). Ils gagnent ainsi leurs cinq premiers matches dont un 3-2 à Louis-II contre Strasbourg après avoir été menés 2-0. Ils marquent un peu le pas ensuite, puisqu'ils ne sont que quatrièmes à la trêve, avant de réussir une fin de parcours à cent à l'heure : cinq victoires pour finir dont une victoire sur le terrain du PSG et un 4-0 contre Metz (quadruplé de Delio Onnis). Le suspense dure jusqu'à la dernière journée, Monaco ne faiblit pas et bat Bastia 2 à 1 (buts de Onnis et de Gardon) tandis que Nantes écrase Nice 6-1.

## Meilleurs buteurs
| Place | Joueur             | Club                   | Buts |
| ----- | ------------------ | ---------------------- | ---- |
| 1     | Carlos Bianchi     | Paris Saint-Germain FC | 37   |
| 2     | Delio Onnis        | AS Monaco              | 29   |
| -     | Nenad Bjeković     | OGC Nice               | 29   |
| 4     | Bernard Lacombe    | Olympique lyonnais     | 24   |
| 5     | Saar Boubacar      | Olympique de Marseille | 21   |
| -     | Albert Gemmrich    | RC Strasbourg          | 21   |
| 7     | Marc Berdoll       | Olympique de Marseille | 20   |
| 8     | Johnny Rep         | SEC Bastia             | 18   |
| -     | Christian Dalger   | AS Monaco              | 18   |
| -     | Michel Platini     | AS Nancy-Lorraine      | 18   |
| 11    | Olivier Rouyer     | AS Nancy-Lorraine      | 16   |
| 12    | Claude Papi        | SEC Bastia             | 15   |
| -     | Robert Pintenat    | FC Sochaux             | 15   |
| 14    | Gilbert Marguerite | Nîmes Olympique        | 14   |
| -     | Éric Pécout        | FC Nantes              | 14   |